# Rajella barnardi
Rajella barnardi (лат.) — вид хрящевых рыб семейства ромбовых скатов отряда скатообразных. Обитают в юго-восточной и центральной Атлантике. Встречаются на глубине до 1700 м. Их крупные, уплощённые грудные плавники образуют округлый диск. Максимальная зарегистрированная длина 70 см. Откладывают яйца. Не являются объектом целевого промысла.

## Таксономия
Вид назван в честь Кеппела Харкута Бернарда (1887—1964) из Юго-Африканского Музея.

## Ареал
Эти батидемерсальные скаты обитают у западного побережья Африки в водах Экватириальной Гвинеи, Гамбии, Гвинеи, Гвинеи-Бисау, Мавритании, Марокко, Намибии, Сенегала, Сьерра-Леоне, ЮАР и Западной Сахары. Встречаются в средней и в верхней части материкового склона и на континентальном шельфе на глубине от 170 до 1700 м.

## Описание
Широкие и плоские грудные плавники этих скатов образуют диск в виде сердечка. На вентральной стороне диска расположены 5 жаберных щелей, ноздри и рот. На длинном хвосте имеются латеральные складки. Рыло короткое и заострённое, глаза крупные, диск толстый, длина хвоста равна длине диска. Дорсальная поверхность диска покрыта колючками. Окраска светло-серого цвета, вентральная сторона белая с тёмными пятнами в задней части диска и у хвоста. Максимальная зарегистрированная длина 70 см.

## Биология
Подобно прочим ромбовым эти скаты откладывают яйца, заключённые в жёсткую роговую капсулу с выступами на концах. Эмбрионы питаются исключительно желтком. Рацион взрослых скатов состоит из мелких ракообразных, кальмаров и полихет.

## Взаимодействие с человеком
Эти скаты не являются объектом целевого промысла. Попадаются в качестве прилова при донном тралении. Международный союз охраны природы присвоил виду охранный статус «Вызывающий наименьшие опасения».